# Suzanne Morrow
Suzanne Morrow, coniugata Francis (Toronto, 14 dicembre 1930 – Brantford, 11 giugno 2006), è stata una pattinatrice artistica su ghiaccio canadese.

## Palmarès
Individuale femminile
| Evento                       | 1947 | 1948 | 1949 | 1950 | 1951 | 1952 | 1953 |
| ---------------------------- | ---- | ---- | ---- | ---- | ---- | ---- | ---- |
| Giochi olimpici invernali    |      | 14°  |      |      |      | 6°   |      |
| Campionati mondiali          |      | 13°  |      | 4°   | 4°   | 4°   | 5°   |
| North American Championships |      |      |      |      | 2°   |      |      |
| Campionati canadesi          | 3°   |      | 1°   | 1°   | 1°   |      |      |

Coppie con Wallace Diestelmeyer
| Evento                       | 1947 | 1948 |
| ---------------------------- | ---- | ---- |
| Giochi olimpici invernali    |      | 3°   |
| Campionati mondiali          |      | 3°   |
| North American Championships | 1°   |      |
| Campionati canadesi          | 1°   | 1°   |

Danza su ghiaccio con Wallace Diestelmeyer
| Evento              | 1948 |
| ------------------- | ---- |
| Campionati canadesi | 1°   |